# ادی چپمن
ادوارد آرنولد «ادی» چپمن (انگلیسی: Eddie Chapman) (۱۶ نوامبر ۱۹۱۴ - ۱۱ دسامبر ۱۹۹۷) یک جاسوس زمان جنگ اهل بریتانیا بود. در طول جنگ جهانی دوم او خدمات خود را به‌عنوان یک جاسوس به آلمان نازی ارائه کرد و، بعداً، به‌یک جاسوس دوجانبه بریتانیایی تبدیل شد.